# Франсуа-Ніколя-Бенуа, барон Гаксо
Франсуа Ніколя Бенуа, барон Гаксо (фр. François-Nicolas-Benoît Haxo фр. вимова: [fʁɑ̃swa nikɔlɑ bənwa akso]; 24 червня 1774 — 25 червня 1838) — генерал французької армії та військовий інженер часів Французької революції та Першої імперії. Гаксо прославився під час облоги Антверпена в 1832 році. Він є племінником генерала епохи революції Ніколя Гаксо з Етіваль-Клерфонтена та Сен-Дьє-де-Вож у Лотарингії, Франція.

## Життєпис
У 1793 році він закінчив військову школу в Шалон-ан-Шампані і пішов в армію. Його плани і робота над фортецями в Італії привернули увагу Наполеона, який систематично підвищував його і ставив перед ним відповідальні завдання.
У 1807 році він був делегований для поліпшення укріплень Константинополя. За заслуги під час облоги Сарагоси він отримав звання полковника. У 1810 році отримав Офіцерський хрест ордена Почесного легіону за участь у битві при Ваграмі. Він працював при облозі Льєйди, Мекінензи та Тортоси.
Перед російським походом Наполеона Гаксо брав участь у зміцненні укріплень у Померанії, Сілезії та Польщі. Під час самого походу був у штабі армії. Брав участь у Смоленській та Бородінській битвах. У 1813 році він укріпив Гамбург і Дрезден. Поранений у Кульмській битві, потрапив у полон. Після першої реставрації Бурбонів став командиром інженерів королівської гвардії. Вірний Наполеону, брав участь у битві при Ватерлоо.
Він залишився в армії на посаді генерального інспектора інженерії та зробив великий внесок у будівництво та модернізацію французьких укріплень.
У 1832 році він керував облоговими роботами при облозі цитаделі в Антверпені. У 1838 розробив проект укріплення Парижа.